# Blindaje espaciado

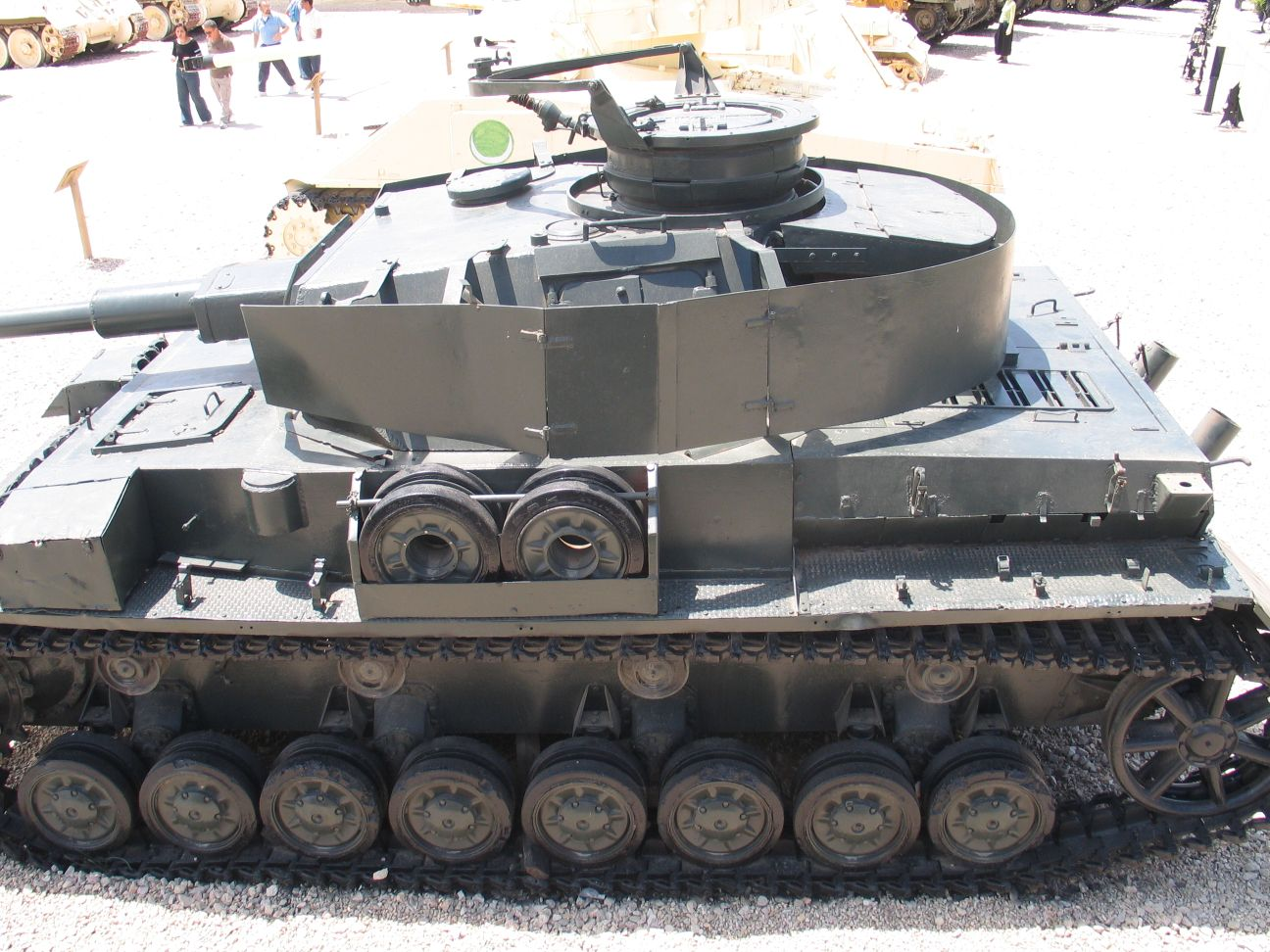
Blindaje espaciado alrededor de la torreta de un PzKpfw IV.

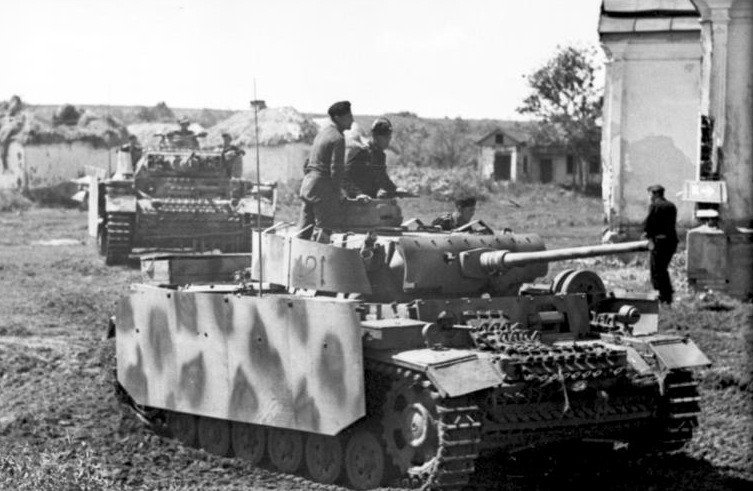
Blindaje espaciado de faldón (Schürzen) en Panzer III protegiendo el casco y torreta, junio 1943.

Se llama Blindaje espaciado a la superposición de blindajes con un espacio entre ellos. Su efectividad se basa en la detonación de los proyectiles antes de llegar al blindaje principal. Si se inclina reduce además el poder penetrante de balas y proyectiles sólidos ya que, tras cada penetración pueden cambiar de trayectoria, se deforman o se desintegran. Se usa desde la Primera Guerra Mundial, donde estaba instalado en los tanques Schneider CA1 y Saint-Chamond. Muchos tanques alemanes de la Segunda Guerra Mundial llevaron blindajes espaciados en forma de faldones (Schürzen) para hacer sus finos blindajes laterales más efectivos al fuego antitanque. En origen se desarrolló contra las municiones de tipo penetrante cinético convencionales usadas por las unidades antitanque soviéticas; no contra Bazooka, Panzerfaust u otro tipo de municiones HEAT como se suele pensar.
El principio de blindaje espaciado protege contra proyectiles de carga hueca (HEAT) que crean un chorro focalizado de metal fluido, muy efectivo en el punto focal pero muy poco en otros puntos. Se pueden instalar planchas relativamente finas de blindaje o incluso mallas metálicas (mucho más ligeras) a los lados del casco o torreta de los tanques y otros vehículos blindados haciendo que la carga explote prematuramente, haciendo del chorro de metal fluido focalizado un arma ineficaz.
En respuesta a la creciente efectividad de las cargas huecas se introdujo en 1960 el blindaje espaciado integral en el Leopard 1. Consiste en crear espacios huecos mediante este blindaje aumentando la distancia entre exterior e interior del tanque, manteniendo el peso; reduciendo así la capacidad de penetración de las cargas huecas. A veces se añadían ángulos e inclinaciones en las capas interiores para aumentar la disipación de energía.
Hoy día algunos carros de combate llevan faldones de goma para proteger sus relativamente frágiles suspensiones y blindaje ventral frontal.
Aunque el material del blindaje normal debe ser siempre duro y dúctil, el blindaje espaciado puede contener planchas de diferentes materiales y propiedades para aumentar su efectividad frente a proyectiles cinéticos. Un ejemplo de esta distribución de blindaje es el tanque Leopard 2, que dispone primero un blindaje inclinado, una segunda capa de material muy duro y una tercera de material blando y muy dúctil. La primera provoca rebotes o por lo menos manipula la dirección de los proyectiles cinéticos que se desintegran o fragmentan en la segunda capa, disruptora. La última absorbe, erosiona o contiene las esquirlas y fragmentos.
El "Escudo Whipple" utiliza el principio del blindaje espaciado para proteger naves espaciales de impactos de micrometeoroides. El impacto en la primera capa funde o rompe la partícula, haciendo que sus fragmentos se propaguen impactando sobre una superficie mayor en las capas consecutivas.